# Janne Borgh
Jan (Janne) Leonard Borgh, född 23 mars 1958 i Kalmar, är en svensk musiker. 
Borgh, som är uppvuxen i Malmö, är gitarrist, basist, sångare och kompositör, men är mest känd som elbasist i The Moderns och Strindbergs. År 2010 bildade Janne Borgh power-popgruppen Desperate Romantics och kom ut med EP:n "Romantic Revolution" 2011. Dessförinnan hade han bandet The Repeatles. Borgh har släppt EP:n ”Stars, Bars & Vintage Guitars (2016)” och albumet ”Freeride to Neverwhere (2018). Nytt album ”Janne Borgh Fanclub” kommer januari 2023. Borgh är idag basist i ANC4.